# Tony Gonzalez
Anthony David Gonzalez, detto Tony (Huntington Beach, 26 febbraio 1976), è un ex giocatore di football americano e attore statunitense che ha giocato nel ruolo di tight end nella National Football League. Al college ha giocato a football alla University of California a Berkeley, venendo premiato come All-American. Scelto dai Kansas City Chiefs nel primo giro del Draft NFL 1997 Gonzalez, un 14 volte Pro Bowler, detiene i record NFL per maggior numero di ricezioni effettuate da un tight end in carriera (1.325), il maggior numero di yard ricevute da un TE (15.127) ed è secondo per touchdown (111) nel suo ruolo. È stato introdotto nella Pro Football Hall of Fame nel 2019.

## Carriera professionistica

### Kansas City Chiefs
Gonzalez, considerato uno dei migliori tight end disponibili nella sua classe del draft, fu selezionato come 13a scelta dai Kansas City Chiefs. La sua stagione da rookie terminò con 33 ricezioni, 2 touchdown e un punt bloccato come membro degli special team, aiutando i Chiefs a terminare col miglior record della American Football Conference (AFC). Nella stagione 1998, Gonzalez ottenne un netto miglioramento concludendo con 59 ricezioni per 621 yard e altri due touchdown segnati.
La stagione 1999 vide Gonzalez migliorare ancora con 76 passaggi ricevuti per 849 yard e un primato in carriera di 11 touchdown segnati su ricezione, venendo convocato per il suo primo Pro Bowl. Dal 2000 al 2006, Gonzalez fu il tight end più produttivo di tutta la NFL. In questo lasso di tempo mantenne una media stagionale di 79 ricezioni, 968 yard e 6,5 touchdown, venendo convocato ogni stagione per il Pro Bowl. Dal punto di vista statistico, la sua miglior stagione fu quella del 2004, quando stabilì il record NFL per un tight end con 102 passaggi ricevuti per 1.258 yard e 7 touchdown.
A partire dalla fine del 2006 Gonzalez iniziò ad avvicinare diversi record di franchigia e della NFL nelle ricezione. Nel 2006 superò il wide receiver Otis Taylor nei primati dei Chiefs di yard ricevute e touchdown segnati e superò anche il running back Priest Holmes per il record di yard guadagnate dalla linea di scrimmage da un giocatore di Kansas City.
Nel 2007 Gonzalez continuò la sua produttività, malgrado la generale mediocrità dell'attacco dei Chiefs. Anche se la squadra finì in fondo alla maggior parte della categorie offensive, Gonzalez guidò tutti i tight end della lega in ricezioni (99) e yard ricevute (1.172), venendo convocato per il nono Pro Bowl consecutivo.
Il 14 ottobre 2007 Gonzalez superò il record di touchdown su ricezione per un tight end, detenuto da Shannon Sharpe, oltre a superare Ozzie Newsome al secondo posto per yard ricevute da un tight end. Il 23 dicembre 2007 fece registrare la sua terza stagione da oltre mille yard, pareggiando il record di Kellen Winslow, Todd Christensen e Shannon Sharpe per un tight end. Il 30 dicembre 2007 Gonzalez superò Shannon Sharpe per il maggior numero di ricezioni in carriera per un TE.
Nella settimana 4 della stagione 2008 Gonzalez divenne il leader di tutti i tempi per yard ricevute da parte di un tight end con 10.064, superando ancora Shannon Sharpe. Terminò la sua annata con 96 ricezioni per 1.058 yard, venendo convocato per il suo decimo Pro Bowl malgrado Kansas City avesse cambiato tre differenti quarterback titolari. Nell'ottobre 2008 il giocatore chiese di essere scambiato con una squadra che potesse puntare a vincere il Super Bowl, ma l'allora general manager Carl Peterson affermò che nessuna squadra da playoff aveva fatto un'offerta sufficiente.
Prima della stagione 2009 Gonzalez contattò nuovamente la dirigenza dei Chiefs in merito a un possibile scambio. Questa volta, il nuovo general manager dei Chiefs Scott Pioli rispose che si sarebbe attivato il tal senso.

### Atlanta Falcons
Il 23 aprile venne ceduto agli Atlanta Falcons in cambio della 2a scelta del draft NFL 2010. Giocò 16 partite tutte da titolare facendo 83 ricezioni per 867 yard con 6 touchdown e 2 tackle da solo. Il 26 dicembre 2012 Tony fu convocato per il tredicesimo Pro Bowl in carriera e venne inserito ancora una volta nel First-team All-Pro. Il 13 gennaio 2013 Gonzalez vinse finalmente la prima gara di playoff della sua illustre carriera contro i Seattle Seahawks nel divisional round, terminando la gara con 51 yard ricevute e un touchdown. La corsa dei Falcons si interruppe nella finale della NFC contro i San Francisco 49ers malgrado un vantaggio iniziale di 17-0 per Atlanta. Tony concluse la partita con 78 yard ricevute e un touchdown.
Il 12 marzo 2013 dissipò i dubbi sul suo futuro, annunciando che avrebbe continuato a giocare anche nella stagione 2013. Tre giorni dopo firmò un nuovo contratto biennale coi Falcons del valore di 14 milioni di dollari, 7 dei quali garantiti nel primo anno. Nella prima gara della stagione 2013 segnò un touchdown nella sconfitta contro i Saints. Nella settimana 4 ricevette un primato in carriera di 149 yard e segnò due touchdown contro i Patriots. Nella settimana 9 contro i Panthers segnò il quarto TD stagionale, ma i Falcons persero la sesta gara della loro sfortunata stagione. Nella settimana 15 Gonzalez superò le 15.000 yard ricevute in carriera con le 62 accumulate contro i Redskins, oltre a un touchdown, nella quarta vittoria stagionale dei Falcons. A fine stagione fu convocato per il quattordicesimo e ultimo Pro Bowl della carriera al posto dell'infortunato Vernon Davis, ritirandosi alla fine della partita.

## Palmarès
- Convocazioni al Pro Bowl: 14

1999, 2000, 2001, 2002, 2003, 2004, 2005, 2006, 2007, 2008, 2010, 2011, 2012, 2013
- First-Team All-Pro: 7

1999, 2000, 2001, 2002, 2003, 2008, 2012
- Second-Team All-Pro: 3

2004, 2006 e 2007
- Tight end dell'anno: 2

2000, 2003
- Club delle 10.000 yard ricevute in carriera
- PFWA All-Rookie Team - 1997
- Formazione ideale della NFL degli anni 2000
- Formazione ideale del 100º anniversario della National Football League
- Classificato al #45 tra i migliori cento giocatori di tutti i tempi da NFL.com
- Pro Football Hall of Fame (classe del 2019)

## Statistiche
| Anno   | Squadra     | P   | Ric   | Yard   | 'Media | Max | TD  |
| ------ | ----------- | --- | ----- | ------ | ------ | --- | --- |
| 1997   | Kansas City | 16  | 33    | 368    | 11.2   | 30  | 2   |
| 1998   | Kansas City | 16  | 59    | 621    | 10.5   | 32  | 2   |
| 1999   | Kansas City | 15  | 76    | 849    | 11.2   | 73  | 11  |
| 2000   | Kansas City | 16  | 93    | 1,203  | 12.9   | 39  | 9   |
| 2001   | Kansas City | 16  | 73    | 917    | 12.6   | 36  | 6   |
| 2002   | Kansas City | 16  | 63    | 773    | 12.3   | 42  | 7   |
| 2003   | Kansas City | 16  | 71    | 916    | 12.9   | 67  | 10  |
| 2004   | Kansas City | 16  | 102   | 1,258  | 12.3   | 32  | 7   |
| 2005   | Kansas City | 16  | 78    | 905    | 11.6   | 39  | 2   |
| 2006   | Kansas City | 16  | 73    | 900    | 12.3   | 57  | 5   |
| 2007   | Kansas City | 16  | 99    | 1,172  | 11.8   | 31  | 5   |
| 2008   | Kansas City | 16  | 96    | 1,058  | 11.0   | 35  | 10  |
| 2009   | Atlanta     | 16  | 83    | 867    | 10.4   | 27  | 6   |
| 2010   | Atlanta     | 16  | 70    | 656    | 9.4    | 34  | 6   |
| 2011   | Atlanta     | 16  | 80    | 875    | 10.9   | 30  | 7   |
| 2012   | Atlanta     | 16  | 93    | 930    | 10.0   | 25  | 8   |
| Totale |             | 255 | 1,242 | 14,268 | 11.5   | 73  | 103 |

## Filmografia parziale

### Cinema
- xXx - Il ritorno di Xander Cage (xXx: Return of Xander Cage), regia di D. J. Caruso (2017)

### Televisione
- NCIS - Unità anticrimine - serie TV, 4 episodi (2014-2016)
- NCIS: Los Angeles - serie TV, episodio 14x12 (2023)

## Doppiatori italiani
Nelle versioni in italiano delle opere in cui ha recitato, Tony Gonzalez è stato doppiato da:
- Francesco De Francesco in NCIS: Unità anticrimine
- Alessandro Ballico in xXx - Il ritorno di Xander Cage
- Stefano Alessandroni in NCIS: Los Angeles